# 이노우에 사부로
이노우에 사부로(井上三郎)는 일본 제국의 육군군벌이다. 최종 계급은 육군 소장. 귀족원 후작 의원. 총리대신 가쓰라 다로 공작의 삼남이며 이노우에 가쓰노스케의 양자로 입적하였다.

## 약력
1887년 가쓰라 다로 공작의 3남으로 태어났다. 나중에 이노우에 가쓰노스케 후작의 양자로 입양이 된다.
육군 중앙 유년학교 예과 · 동본과 를 거쳐 육군사관학교에 입학. 1905년 11월, 동교를 졸업했다.
사관 후보생 제 18기의 동기에는 아난 惟幾· 야마시타 봉문 · 오카베 나오사부로·후지 에 에스케 · 야마와키 마사타카 등이 있다. 일본제국의 군벌로 군림했다.
1929년 귀족 후작이 되었다.